# Bischofsau
Das Naturschutzgebiet Bischofsau liegt im Landkreis Hildburghausen in Thüringen westlich von Adelhausen, einem Ortsteil der Gemeinde Straufhain. Im östlichen Bereich fließt die Rodach. Am östlichen Rand des Gebietes verläuft die Landesstraße L 1153, am nordwestlichen Rand die L 1134 und am südlichen Rand die Landesgrenze zu Bayern. Direkt angrenzend südlich – auf dem Eichelberg bei Roßfeld (Bad Rodach) im oberfränkischen Landkreis Coburg – erstreckt sich das 99,23 ha große Naturschutzgebiet Eichelberg und Bischofsau (siehe Liste der Naturschutzgebiete in Oberfranken).

## Bedeutung
Das 78,2 ha große Gebiet mit der NSG-Nr. 271 wurde im Jahr 1995 unter Naturschutz gestellt.